# Еліптична геометрія

Порівняння еліптичної, евклідової та гіперболічної геометрій

Еліптична геометрія (інша назва — геометрія Рімана) — одна з неевклідових геометрій постійної кривини (інші — це гіперболічна і сферична геометрії). Якщо геометрія Евкліда реалізується у просторі з нульовою гауссовою кривиною, гіперболічна — з від'ємною, то еліптична геометрія реалізується у просторі з постійною додатною кривиною (у двовимірному випадку — на проєктивній площині і локально на сфері).
У еліптичній геометрії пряма визначається двома точками, площина — трьома, дві площини перетинаються по прямій тощо, але в еліптичній геометрії немає паралельних прямих. 
У еліптичній геометрії, як і в сферичній геометрії, справедливе твердження: сума кутів трикутника більша від двох прямих, має місце формула
{\displaystyle \Sigma =\pi +{S}/{R^{2}},}
де {\displaystyle \Sigma } — сума кутів трикутника, {\displaystyle R} — радіус сфери, на якій реалізована геометрія.
Двовимірна еліптична геометрія схожа на сферичну геометрію, але відрізняється тим, що будь-які дві «прямі» мають не дві, як у сферичній, а тільки одну точку перетину. При ототожненні протилежних точок сфери виходить проєктивна площина, геометрія якої задовольняє аксіоми еліптичної геометрії.
Розглянемо сферу {\displaystyle S} з центром в точці {\displaystyle O} у тривимірному просторі {\displaystyle E}. Кожна точка {\displaystyle A\in S} разом з центром сфери {\displaystyle O} визначає деяку пряму {\displaystyle l\subset E}, тобто деяку точку {\displaystyle A_{*}} проєктивної площини {\displaystyle \Pi }. Зіставлення {\displaystyle A\to A_{*}} визначає відображення {\displaystyle S\to \Pi }, великі кола на {\displaystyle S} (прямі в сферичній геометрії) переходять у прямі на проєктивній площині {\displaystyle \Pi }, при цьому в одну точку {\displaystyle A_{*}\in \Pi } переходять рівно дві точки сфери: разом з точкою {\displaystyle A\in S} і діаметрально протилежна їй точка {\displaystyle A'\in S} (див. рисунок).
Евклідові рухи простору {\displaystyle E}, що переводять сферу {\displaystyle S} у себе, задають деякі визначені перетворення проєктивної площини {\displaystyle \Pi }, які є рухами еліптичної геометрії.
У еліптичній геометрії будь-які прямі перетинаються, оскільки це правильно для проєктивної площини, і отже, в ній немає паралельних прямих.
Одне з відмінностей еліптичної геометрії від евклідової до гіперболічної геометрії полягає в тому, що в ній немає природного поняття «точка C лежить між точками A і B» (в сферичній геометрії це поняття також відсутнє). Дійсно, на пряму проєктивної площини {\displaystyle \Pi } відображається велике коло на сфері {\displaystyle S}, причому дві діаметрально протилежні точки сфери {\displaystyle A} і {\displaystyle A'} переходять в одну точку {\displaystyle A_{*}\in \Pi }. Аналогічно, точки {\displaystyle B,B'} переходять в одну точку {\displaystyle B_{*}\in \Pi } і точки {\displaystyle C,C'} переходять в одну точку {\displaystyle C_{*}\in \Pi }.
Таким чином, з рівною підставою можна вважати, що точка {\displaystyle C_{*}} лежить між {\displaystyle A_{*}} і {\displaystyle B_{*}} і що вона не лежить між ними.